# Jacques Linard

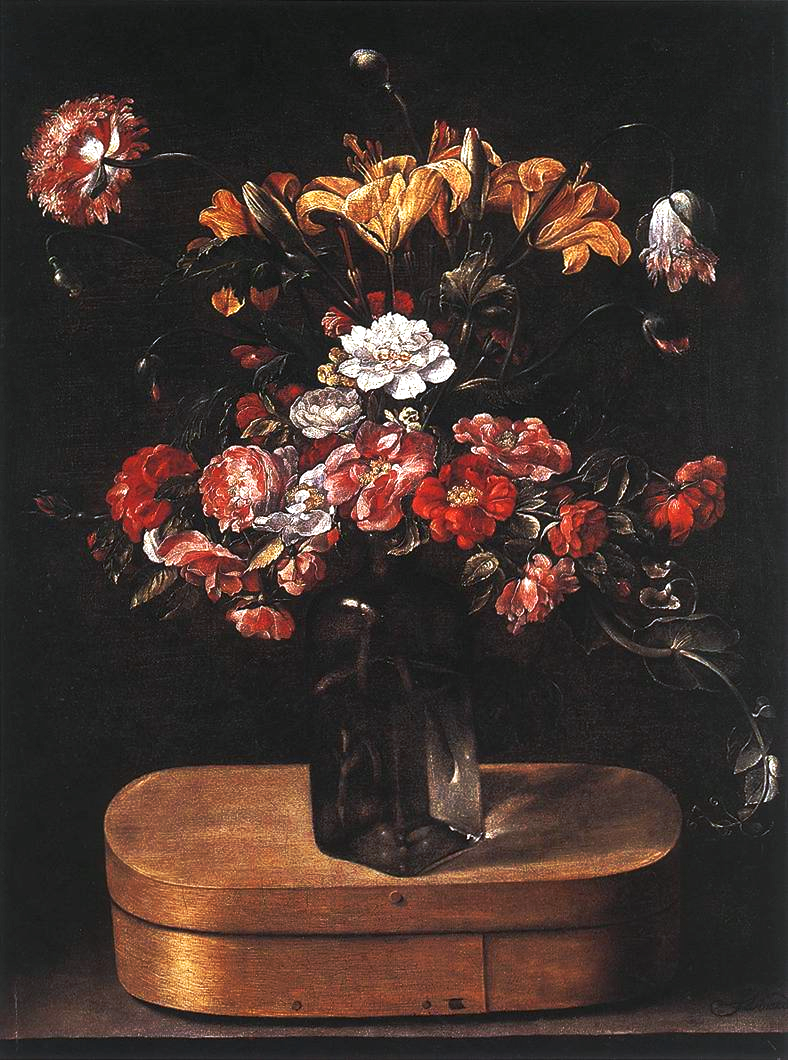
Vaso di fiori sulla scatola di truciolo, Karlsruhe, Staatliche Kunsthalle

Jacques Linard (Troyes, 1597 – Parigi, 1645) è stato un pittore francese, autore di molte pregevoli nature morte.

## Biografia
Nacque nel 1597 e fu battezzato il 6 settembre di quell'anno nella chiesa di Saint-Rémy a Troyes.

Nell'atto di battesimo suo padre Jean Linard è qualificato come maestro di pittura; sua madre si chiamava Anne Thays. Sua sorella sposò Claude Baudesson e fu madre del pittore di nature morte Nicolas Baudesson.
Attivo a Parigi dall'inizio degli anni 1620, si conoscono oggi meno di cinquanta sue opere, tra cui un sorprendente Flautista, risalente al primo decennio.
Fu sepolto a Parigi il 12 settembre 1645. A lui si è ispirata la pittrice francese barocca Louise Moillon.

## Opere conservate in musei e collezioni pubbliche
I numeri sono quelli del catalogo ragionato citato più avanti.
- 3. Allégorie des cinq sens ou Les quatre éléments (1627), (avec objets aux armes de la famille de Richelieu), dépôt du Musée des Beaux-Arts d'Algeri Parigi, Museo del Louvre.
- 4. Prunes et poires sur un plat (1629), Atene, Pinacoteca Nazionale.
- 10. Panier de prunes, avec un melon coupé à gauche (1635) Snowhill Manor, The Charles Paget Wade Collection, (The National Trust), Gran Bretagna.
- 16. Allégorie des cinq sens, au paysage (1638), Strasburgo, Musée des Beaux-Arts.
- 17. Les Coquillages et un coffret (1638) Zurigo, Kunsthaus.
- 20. Tulipes (1638), Strasburgo, Musée des Beaux-Arts.
- 22. Bouquet de fleurs, avec la coupe au poète (1640), Madrid, Fondacion Thyssen-Bornemisza.
- 23. Nature morte aux coquillages et à la boîte (1640), Montréal, Musée des Beaux-Arts.
- 29. Panier de fruits, avec un melon à droite (1642), Barnard Castle, The Bowes Museum, Comté de Durham, Regno Unito.
- 30. Vanité à la bougie (1644), Fondation Gustav Rau.
- 32. Corbeille de fleurs, Parigi, Museo del Louvre.
- 35. Vase de fleurs sur la boîte de copeaux, Karlsruhe, Staatliche Kunsthalle.
- 36. Les Cinq sens aux oiseaux, avec des huîtres posées sur un plat, Indianapolis, Indianapolis Museum of Art.
- 37. Panier rempli de grenades, de pommes et de raisins, Parigi, Musée du Louvre.
- 44. Vanité à l'œillet, Madrid, Museo del Prado.
- 45. Coquillages et deux coraux, Parigi, Institut néerlandais, Fondation Custodia.
- 47. Nature morte au panier de prunes et aux chardonnerets, Dresda, Staatliche Kunstsammlungen, Gemäldegalerie, Alte Meister.

## Lista delle opere repertoriate
Quadri firmati e datati
- 1. Flûtiste (162 ?), Collezione privata.
- 2. Coquillage rouge posé sur une boîte et autres coquillages (1621/4), Collezione privata, Hawaii.
- 3. Allégorie des cinq sens ou Les quatre éléments (1627), Parigi, Museo del Louvre.
- 4. Prunes et poires sur un plat (1629), Pinacoteca Nazionale di Atene.
- 5. Nature morte aux livres (1629), Collocazione attuale sconosciuta.
- 6. Nature morte aux coquillages (1629), Collocazione attuale sconosciuta.
- 7. Abricots aux papillons de nuit (1631), Collocazione attuale sconosciuta.
- 8. Coupe de pêches (1634), Collocazione attuale sconosciuta.
- 9. Vanité au papillon(1634), Collocazione attuale sconosciuta.
- 10. Panier de prunes, avec un melon coupé à gauche (1635) Snowshill Manor, The Charles Paget Wade Collection (The National Trust), Grande Bretagne.
- 11. Fruits dans un panier en osier ajouré, avec un melon coupé (1636), Collocazione attuale sconosciuta.
- 12. Corbeille de raisins, pêches et grenades (1636), Collocazione attuale sconosciuta.
- 13. Nature morte aux coquillages et au livre (1638), Collocazione attuale sconosciuta.
- 14. Allégorie des cinq sens, à la lettre (1638), Collocazione attuale sconosciuta.
- 15. Panier de prunes (1638), Collocazione attuale sconosciuta.
- 16. Allégorie des cinq sens, au paysage (1638), Strasburgo, Musée des Beaux-Arts.
- 17. Les Coquillages et un coffret (1638) Zurigo, Kunsthaus.
- 18. Panier de fruits et roses (1638), Collocazione attuale sconosciuta.
- 19. Panier de fruits et raisins, au melon coupé (1638), Collocazione attuale sconosciuta.
- 20. Tulipes (1638), Strasburgo, Musée des Beaux-Arts.
- 21. Allégorie des cinq sens, au portrait (1639), Collocazione attuale sconosciuta.
- 22. Bouquet de fleurs, avec la coupe au poète (1640), Madrid, Fondacion Thyssen-Bornemisza.
- 23. Nature morte aux coquillages et à la boîte (1640), Montréal, Musée des Beaux-Arts.
- 24. Nature morte aux tulipes dans un vase orné d'un médaillon (1640), Collocazione attuale sconosciuta.
- 25. Nature morte à la boîte de copeaux et aux coquillages (1640), Collocazione attuale sconosciuta.
- 26. Fleurs dans un vase d'orfèvrerie, melon et figues (1640), Collocazione attuale sconosciuta.
- 27. Les Cinq sens aux deux oiseaux, avec des huîtres posées sur l'entablement (1642), Collocazione attuale sconosciuta.
- 28. Panier de fruits au melon (1642), Collocazione attuale sconosciuta.
- 29. Panier de fruits, avec un melon à droite (1642), Barnard Castle, The Bowes Museum, Comté de Durham, Regno Unito.
- 30. Vanité à la bougie (1644), Fondation Gustav Rau.

Quadri firmati
- 31. Huîtres au citron, Collocazione attuale sconosciuta.
- 32. Corbeille de fleurs, Parigi, Museo del Louvre.
- 33. Coupe de prunes, Collocazione attuale sconosciuta.
- 34. Les Primevères, Collocazione attuale sconosciuta.
- 35. Vase de fleurs sur la boîte de copeaux, Karlsruhe, Staatliche Kunsthalle.
- 36. Les Cinq sens aux oiseaux, avec des huîtres posées sur un plat, Indianapolis, Indianapolis Museum of Art.
- 37. Panier rempli de grenades, de pommes et de raisins, Parigi, Museo del Louvre.
- 38. Vase de fleurs, homard, poisson et huîtres, Collocazione attuale sconosciuta.
- 39. Nature morte de légumes et de fruits, Collocazione attuale sconosciuta.

Quadri non firmati e non datati
- 40. Roses et tulipes dans un vase posé sur la boîte de copeaux, Collocazione attuale sconosciuta.
- 41. Assiette aux cerises, fraises et hannetons, Collocazione attuale sconosciuta.
- 42. Les Cinq sens aux fleurs, Pasadena, Norton Simon Museum.
- 43. Fragment d'un panneau coupé, Collocazione attuale sconosciuta.
- 44. Vanité à l'œillet, Madrid, Museo del Prado.
- 45. Coquillages et deux coraux, Parigi, Institut Néerlandais, Fondation Custodia.
- 46. Assiette en porcelaine, remplie de fraises, Collocazione attuale sconosciuta.
- 47. Nature morte au panier de prunes et aux chardonnerets, Dresde, Staatliche Kunstsammlungen, Gemäldegalerie, Alte Meister.
- 48. Corbeille de raisins aux oiseaux, Collocazione attuale sconosciuta.

## Attualizzazione del catalogo ragionato
- Il nº 4 Prunes et poires sur un plat (1629), Pinacothèque nationale d'Athènes e il nº 32 Corbeille de fleurs, Parigi, Musée du Louvre furono esposti alla retrospettiva dell'esposizione del 1934 (gennaio-marzo 2007) al museo de l'Orangerie, Paris, Orangerie 1934: Les Peintres de la Réalité nº 83 e 84 del catalogo.
- Il nº 12 Corbeille de raisins, pêches et grenades (1636), è andato all'asta da Sotheby's (New York) il 25 gennaio 2007; il nº 93, valutato 200000 $/3000000 $, non ha trovato acquirente.
- Il nº 27 è stato venduto il 20 luglio 2006, a Clermont-Ferrand, studio Vassy-Jalenques.
- Il nº 49 (inedito) Nature morte aux prunes, collezione particolare, Parigi, assai prossimo al nº 10.

## La Coupe au poète
Per tre volte, nº 3, nº 16 et nº 22, Linard ha rappresentato una tazza in ceramica sulla quale è scritta in 
ideogrammi cinesi une versione abbreviata della poesia: Ode alla falesia Rossa del poeta cinese Su Shi, della dinastia Song, (1037 - 1101):
« Pourtant, répartis-je, connais-tu l'eau et la lune ?
L'onde ne cesse de passer mais jamais ne s'en va ;
La lune croît et décroît sans être entamé.
Sous l'angle du changement, le ciel et la terre n'existent pas même le temps d'un battement de cils ;
sous l'angle de la permanence, les choses, tout comme nous, sont infinies.
Qu'avons-nous à leur envier ?
En outre, dans la nature, tout ce qui existe a un maître,
si ce n'est pas mon bien, je ne saurais en prélever la moindre parcelle.
Seules la brise limpide sur le fleuve et la lune étincelante entre les monts s'offrent à nos sens,
spectacle pour les yeux et musique pour nos oreilles.
Nous en jouissons sans limites, en profitons sans fin.
C'est un trésor que la création n'aura pu totalement dissimuler et qui alimente notre bonheur commun.»
Questa poesia, ispirata ad una escursione sul fiume Yangsté, è un classico richiamo alla letteratura cinese.

## Galleria d'immagini

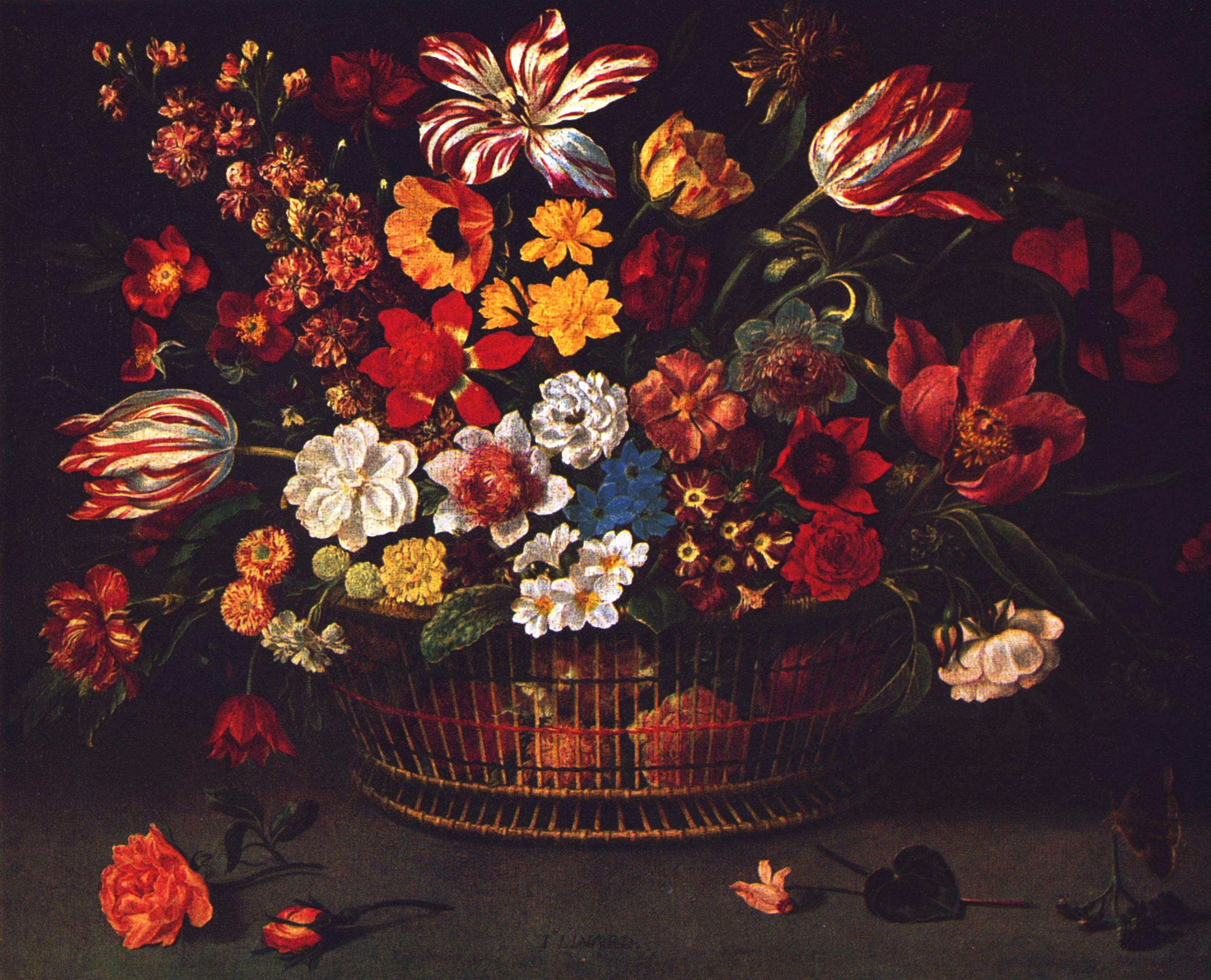
Fiori su una scatola di legno
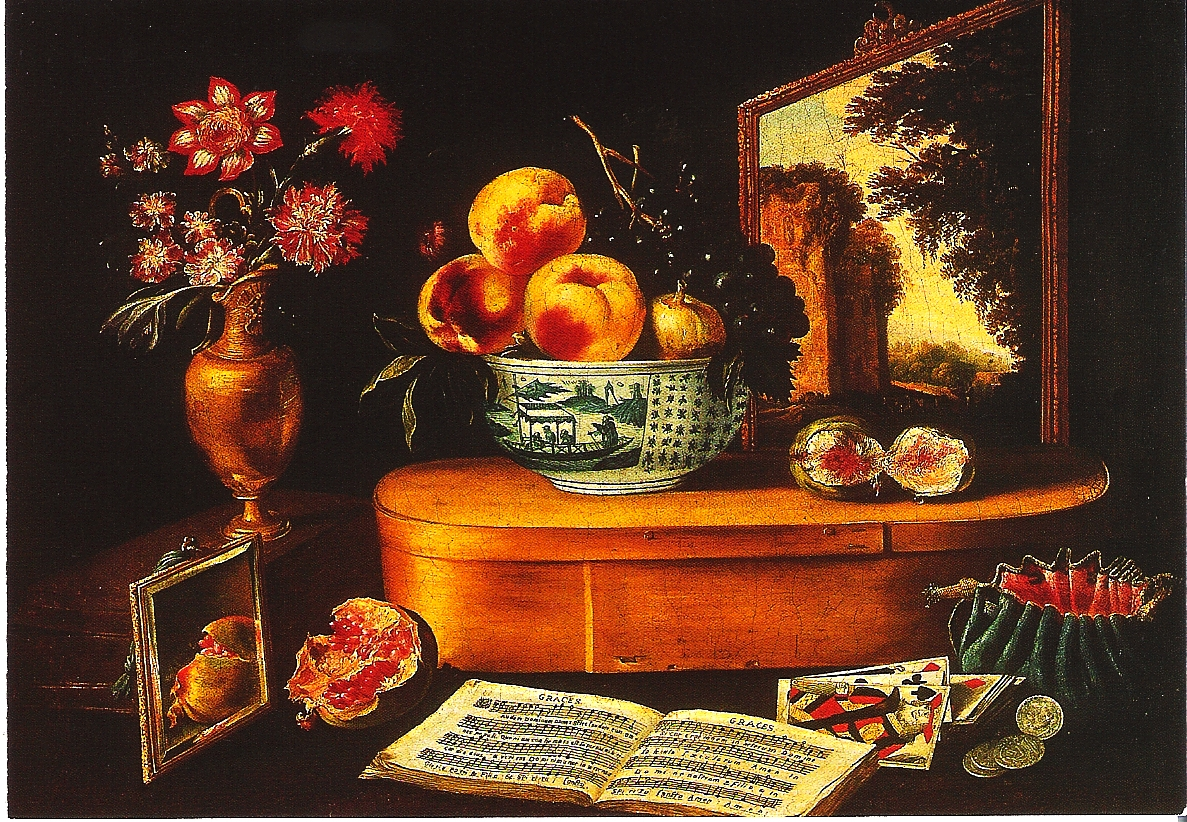
I cinque sensi
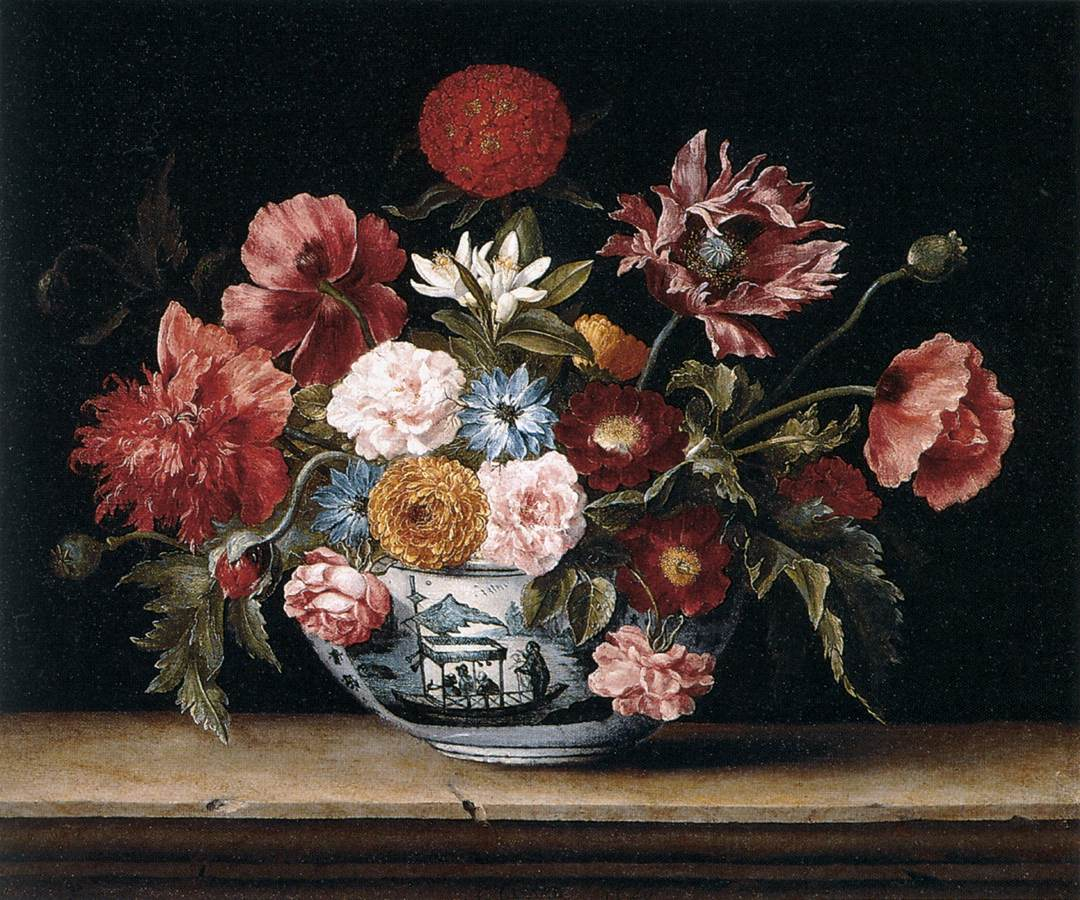
Tazza cinese con fiori
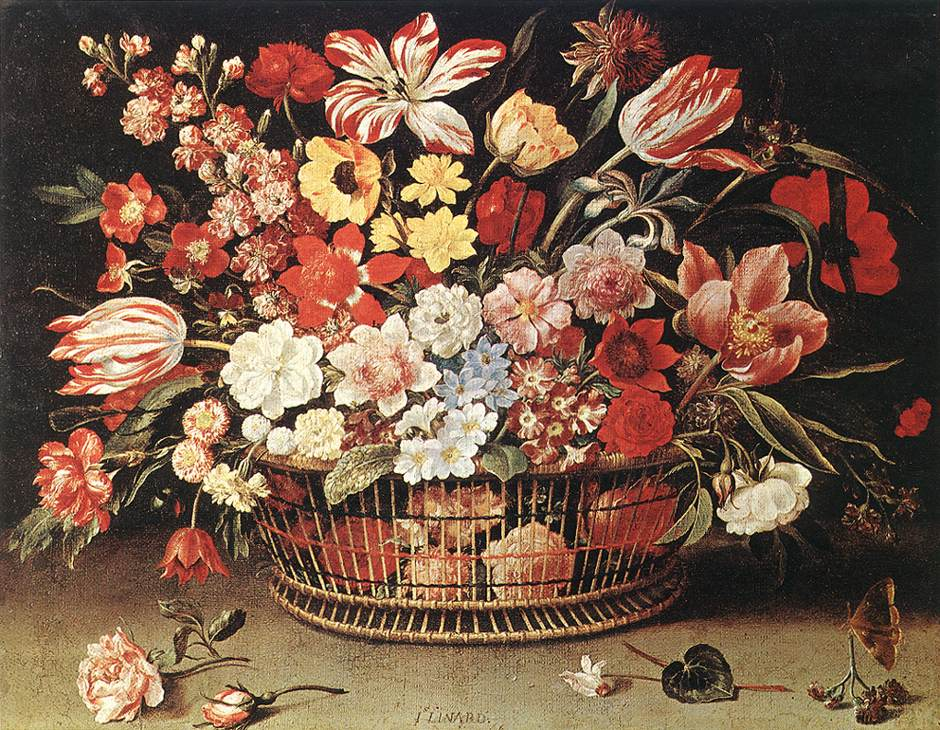
Cesto di fiori